# Kanton L'Île-d'Yeu
L'Île-d'Yeu is een kanton van het departement Vendée in Frankrijk. Het kanton maakt deel uit van het arrondissement Les Sables-d'Olonne.

## Gemeenten
Bij de herindeling van de kantons in 2014-2015 werd het kanton niet gewijzigd.
Het kanton L'Île-d'Yeu omvat de volgende gemeente:
- L'Île-d'Yeu